# Xanthopappus subacaulis
Xanthopappus subacaulis C.Winkl., 1892 è una specie di pianta della famiglia delle Asteraceae. Questa specie è anche l'unica del genere Xanthopappus C.Winkl., 1892.

## Descrizione
Le specie di questo gruppo sono delle erbe perenni con piccoli cauli. Nelle radici sono sempre presenti dei condotti resinosi, meno frequenti nelle parti aeree; mentre solamente nelle parti aeree sono presenti delle cellule latticifere.
Le foglie possono essere di due tipi radicali e caulinari (con picciolo spinoso e rigido lungo 2 – 10 cm). Sono spinose e quelle caulinari sono decorrenti a disposizione alterna. La lamina, con forme strettamente ellittiche (lunghezza 20 – 30 cm; larghezza 5 – 8 cm), in genere ha i bordi lobati e spinosi.  I segmenti (o lobi laterali della foglia) sono 8 - 12 paia, con forme da strettamente ellittiche a ovato-triangolari e con denti triangolari o lobi dentati con spine apicali rigide gialle. La superficie superiore è verde e glabra, quella inferiore è grigiastra e fittamente ragnatelosa.
Le infiorescenze sono composte da capolini lungamente peduncolati solitari o in formazioni corimbose (fino a 20); i capolini all'antesi sono annuenti. I capolini contengono solo i fiori tubulosi i quali sono ermafroditi (capolini omogami).  I capolini sono formati da un involucro a forma più o meno campanulata (diametro 6 centimetri) composto da alcune brattee spinose (quelle interne sono scariose) disposte su più serie (8 - 9 file) all'interno delle quali un ricettacolo alveolato (o in altre specie setoso) fa da base ai fiori tutti tubulosi. Le squame dell'involucro, coriacee e con forme da lineari a lanceolate, sono disposte in modo embricato.
I fiori sono tetra-ciclici (ossia sono presenti 4 verticilli: calice – corolla – androceo – gineceo) e pentameri (ogni verticillo ha 5 elementi). I fiori sono ermafroditi e actinomorfi.
- Formula fiorale:

- /x K {\displaystyle \infty }, [C (5), A (5)], G 2 (infero), achenio

- Calice: i sepali del calice sono ridotti ad una coroncina di squame.
- Corolla: la corolla, più o meno attinomorfa, in genere è colorata di giallo con corti lobi incurvati all'apice (dimensione: 3,5 cm).
- Androceo: gli stami sono 5 con filamenti glabri, liberi e distinti, mentre le antere sono saldate in un manicotto (o tubo) circondante lo stilo. Le antere hanno delle brevi appendici.[10]
- Gineceo: lo stilo è filiforme;  gli stigmi dello stilo sono due divergenti. L'ovario è infero uniloculare formato da 2 carpelli.

Gli acheni, con forme obovoidi, glabri e faccia rugosa, sono provvisti di un pappo le cui setole barbato-scabre sono decidue e alla base sono connate in un anello. Il pappo, giallastro lungo 2,5 - 3,5 cm, è inserito su una piastra apicale all'interno di una anello di tessuto parenchimatico.
Fioritura: da luglio a settembre.

## Biologia
- Impollinazione: l'impollinazione avviene tramite insetti (impollinazione entomogama).
- Riproduzione: la fecondazione avviene fondamentalmente tramite l'impollinazione dei fiori (vedi sopra).
- Dispersione: i semi cadendo a terra (dopo essere stati trasportati per alcuni metri dal vento per merito del pappo – disseminazione anemocora) sono successivamente dispersi soprattutto da insetti tipo formiche (disseminazione mirmecoria).

## Distribuzione
Questa specie si trova soprattutto in Cina (prati, steppe e pendii aridi da 2400 - 4000 metri sul livello del mare).

## Tassonomia
La famiglia di appartenenza di questa voce (Asteraceae o Compositae, nomen conservandum) probabilmente originaria del Sud America, è la più numerosa del mondo vegetale, comprende oltre 23.000 specie distribuite su 1.535 generi, oppure 22.750 specie e 1.530 generi secondo altre fonti (una delle checklist più aggiornata elenca fino a 1.679 generi). La famiglia attualmente (2021) è divisa in 16 sottofamiglie.
La tribù Cardueae (della sottofamiglia Carduoideae) a sua volta è suddivisa in 12 sottotribù (la sottotribù Onopordinae è una di queste).
Il genere Xanthopappus appartiene alla sottotribù Onopordinae (tribù Cardueae, sottofamiglia Carduoideae). In precedenza il genere era descritto nel gruppo informale "Onopordum Group" all'interno della sottotribù Carduinae.
Nell'ambito della sottotribù, divisa in due cladi principali, il genere di questa voce fa parte del secondo clade e si trova vicino ai generi Alfredia, Ancathia e Lamyropappus. In passato era descritto come sinonimo di Alfredia.